# Alex Diego
Alex Diego Tejado (* 1. Juli 1985 in Mexiko-Stadt) ist ein ehemaliger mexikanischer Fußballspieler, der vorwiegend im Mittelfeld agierte.

## Laufbahn
Diego begann seine Profikarriere bei seinem „Heimatverein“ UNAM Pumas, kam aber während seiner Ausleihe in der Clausura 2006 an die Jaguares de Chiapas zu seinem ersten Einsatz in der Primera División. Am ersten Spieltag dieser Halbsaison wurde Diego am 21. Januar 2006 eine gute Viertelstunde vor Schluss in der Begegnung mit dem langjährigen Rekordmeister Chivas Guadalajara eingewechselt, die die Jaguares mit 3:1 zu ihren Gunsten entschieden.
Die folgende Apertura 2006 verbrachte Diego wieder bei den UNAM Pumas und absolvierte in derselben Spielzeit ebenfalls Einsätze für das in der zweiten Liga spielende Farmteam Pumas Morelos. Seinen ersten Einsatz für die UNAM Pumas in der höchsten Spielklasse absolvierte er am 19. August 2006 ausgerechnet beim 1:0-Auswärtssieg gegen seinen vorherigen Verein Jaguares de Chiapas. Auch in der Clausura 2009 spielte er vorwiegend für die Pumas Morelos (neun Einsätze, ein Tor) und bestritt für den Mutterverein nur ein Spiel in der Primera División, war dadurch aber immerhin aktiv am Meisterschaftsgewinn dieser Halbsaison beteiligt.
Von 2010 bis 2012 war Diego für den CF Atlante im Einsatz und die Saison 2012/13 verbrachte er bei den Lobos de la BUAP. Danach war er noch jeweils ein halbes Jahr erneut für den CF Atlante und anschließend die Delfines del Carmen tätig, bevor er seine Laufbahn bei den Alebrijes de Oaxaca ausklingen ließ, für die er in den Spielzeiten 2014/15 und 2015/16 im Einsatz war.

## Erfolge
- Mexikanischer Meister: Clausura 2009